# Corse, le vieux moulin
Corse, le vieux moulin est un tableau réalisé par le peintre français Henri Matisse en 1898. Cette huile sur toile est un paysage qui représente une huilerie en Corse, où l'artiste et sa femme Amélie passent leurs premiers six mois ensemble après leur mariage. L'œuvre est conservée au musée Wallraf-Richartz, à Cologne, en Allemagne.
Elle apparaît dans L'Atelier rouge, une toile que Matisse réalise en 1911 et qui représente son atelier à Issy-les-Moulineaux, décoré de plusieurs peintures antérieures encore en sa possession.

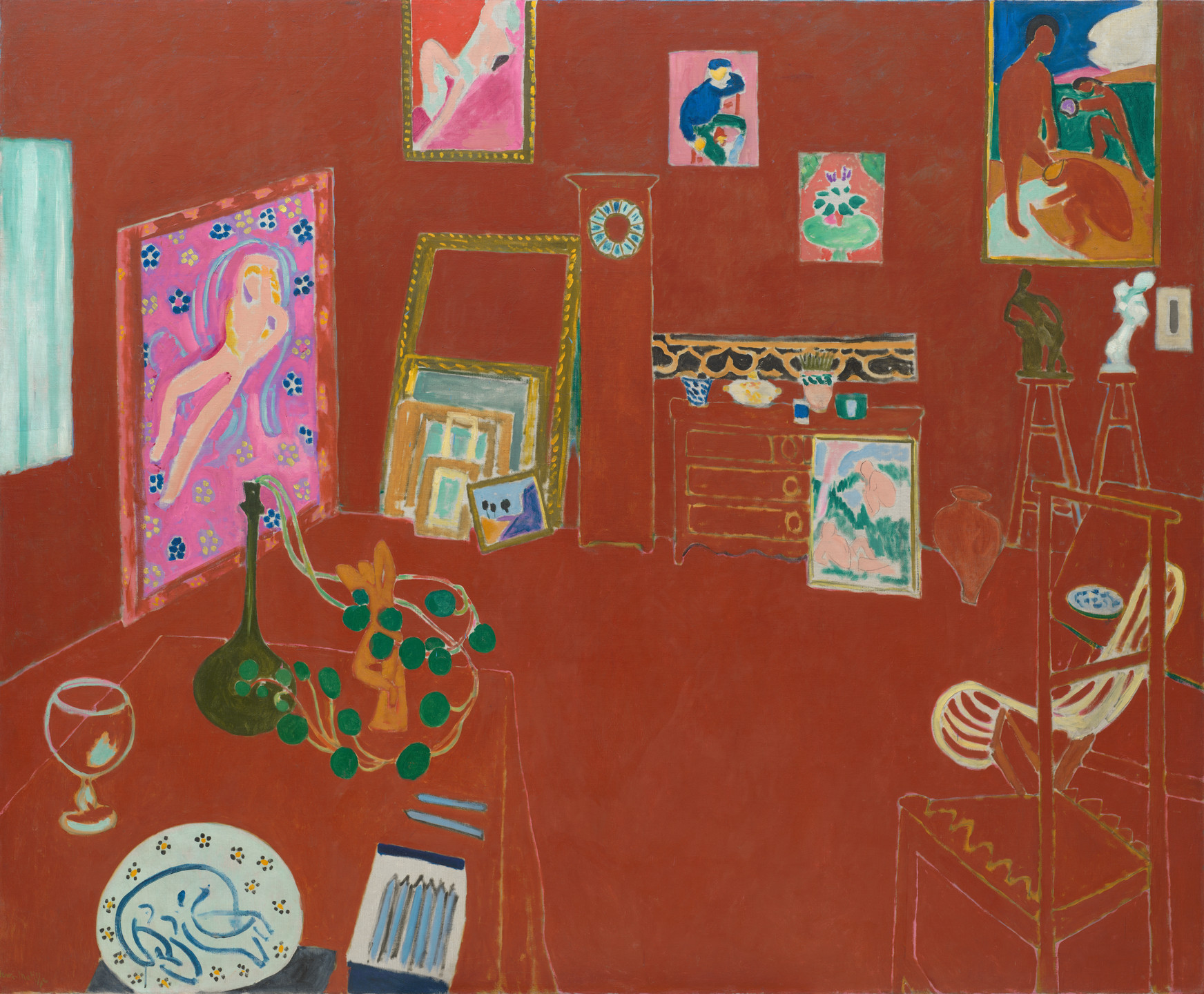
L'Atelier rouge, 1911 – Museum of Modern Art, New York.